# サン＝ジュニエゾ＝メール
サン＝ジュニエゾ＝メール （Saint-Geniez-ô-Merle）は、フランス、ヌーヴェル＝アキテーヌ地域圏、コレーズ県のコミューン。

## 歴史
フランス革命時代、国民公会の法令によってコミューンはジュニエス＝ラ＝コスタス（Geniès-las-Costas）と改名させられていた。

## 人口統計
| 1962年 | 1968年 | 1975年 | 1982年 | 1990年 | 1999年 | 2006年 | 2011年 |
| ------ | ------ | ------ | ------ | ------ | ------ | ------ | ------ |
| 241    | 187    | 169    | 180    | 135    | 116    | 104    | 102    |

参照元:1999年までEHESS、2004年以降INSEE

## 史跡
- メールの塔 - 12世紀から15世紀の封建時代の砦。1927年より歴史記念物指定[4]。